# Svenska handelshögskolans studentkår

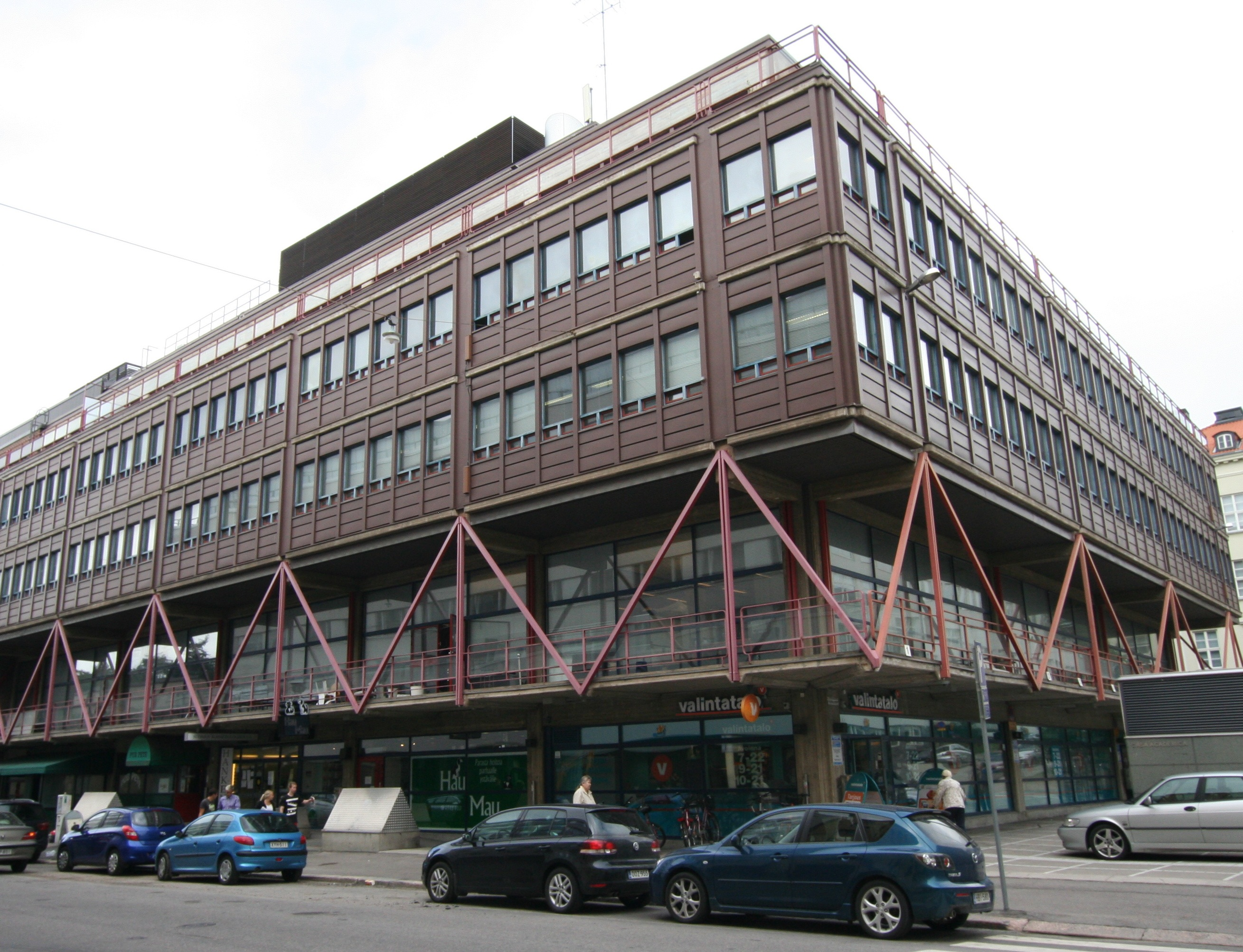
Casa Academica

Svenska handelshögskolans studentkår (SHS) är en studentkår vid Svenska handelshögskolan i Helsingfors och Vasa i Finland.

## Historik
Studenkåren grundades år 1909, under namnet Kamratföreningen Niord. Under årens lopp har kåren haft ett otal namn och verksamhetsformer. Sin nuvarande status som studentkår fick SHS i samband med Finlands högskolereform 1979.

### Kårordförande
Kårordförande vid Kamratskapsförbundet och studentföreningen Niord r.f. 1909-1927
| - Nerdrum, Thorolf 1909- - Mikander, Henning 1909-10 - Forss, Rafael 1910-11 - Schildt, Holger 1911-12 - Idman, Carl 1912-13 | - Catani, Harald 1913- - Kommonen, Rolf 1913-14 - Strömberg, Paul 1914-16 - Hackman, Woldemar 1916-17 - Schybergson, Henrik 1917-18 | - Hagström, Ossian A. 1918-19 - Kihlman, Åke 1919-20 - Söderström, Ragnar 1920-21 - Manns, Georg 1921-22 - Ahlberg, Bruno 1922-23 | - Winqvist, Axel 1923-24 - Krogius, Birger 1924-25 - Alenius, Erik 1925-26 - Alfthan Thorsten 1926-27 |

Kårordförande vid Svenska handelshögskolans studentkår r.f. 1927-1972
| - Meinander, Thorolf 1927-29 - Frölander-Ulf, Erik 1929-30 - Meinander, Thorolf 1930-32 - Frölander-Ulf, Erik 1932-35 - Weckman, Carl-Gustaf 1935-36 | - Rosenqvist, Harry 1936-38 - Weckman, Carl-Gustaf 1938-39 - Klussmann, Hans 1939-41 - Hemming, Brynolf 1941-43 - Wahlberg, Per-Olof 1943-44 | - Lindfors, Åke 1944-45 - Lindblad, Kaj 1945-47 - Hohenthal, Harald 1947-48 - Andersson, Gösta G. 1948-53 - Strack, Sture 1953-55 | - Schnitt, Ben 1955-59 - Backlund, Olof 1959-61 - Molin, Max G. 1961-63 - Åhman, Göran 1963-67 - Storgårds, Jarl 1967-72 |

Styrelseordförande vid Svenska Handelshögskolans studentkår r.f. 1931-1972
| - Höckerstedt, Torsten 1930-31 - Lihr, Holger 1931 - Weckman, Carl-Gustaf 1932-35 - Sandbacka, Lars 1936- - Grönhagen, Boris 1936-38 - von Willebrand, Bror-Erik 1938-40 - Hemming, Brynolf 1941-42 | - Lindfors, Åke 1943-44 - Ramm-Schmidt, Heinz 1944-45 - Ahlfors,Axel 1945-46 - Lindgren Nils 1946-47 - Fredriksson, Holger 1947-48 - Backlund, Olof 1956-57 - Lundström, Henrik 1957-58 | - Lagerman, Göran 1958-59 - Thilman, Börje 1959-60 - Åhman, Göran 1960-62 - Holmberg, Björn 1962-63 - Riska, Rolf 1963-64 - Moberg, Frank 1964-65 - Uunila, Martin 1965-66 | - Friskberg, Kaj 1966-67 - Lindgren, Carl-Johan 1967-68 - Bargum, Magnus 1968-69 - Rosenlew, Carolus 1969-70 - Hamro-Drottz, Filip 1970-71 - Björk, Olle T. 1971- - Johansson, Bo 1971-72 |

Kår- och styrelseordförande vid Svenska handelshögskolans studentkår r.f. 1973-1979
| - Teittinen, Pekka 1972-73 - Pyy, Héléne 1973- - Eriksson, Rolf 1973- | - Hjelt, Johan 1973-75 - Sjöblad, Ulf 1975- | - Planting, Mikael 1975- - Seege, Roger 1975-77 | - Sevelius, Peter 1977-78 - Thulé, Anders 1978-79 |

Kår- och styrelseordförande vid Svenska handelshögskolans studentkår 1979-
| - Tjeder, Peter 1979-80 - Weber, Göran 1980-81 - Kahila, Leena 1981-82 - Bensky, Leo-Dan 1982-83 - Magnusson, Jan 1983- - von Troil, Holger 1983-84 - Aminoff, Philip 1984-85 - Arppe, Peter 1985-86 - Hertsberg, Patrik 1986-87 - Hisinger-Jägerskiöld, Barbara 1987-88 | - Varjovaara, Miika 1988-89 - Berntzen, Caspar 1989-90 - Möller, Roland 1990-91 - Talvio, Petra 1991 - Kurtén, Anders 1992 - Rissanen, Ville 1993 - Wartiovaara, Markus 1994 - Vesikallio, Sanna 1995 - Eriksson, Jon 1996 - Perret, Thomas 1997 | - Björkell, Micaela 1998 - Santavirta, Saku 1999 - Lindqvist, Carl 2000 - von Troil, Sten 2001 - Norrgrann, Anders 2002 - Backlund, Lotta 2003 - Andberg, Benjamin 2004 - Löfgrén, Ib 2005 - Wörlund, Alexander 2006 - Westersund, Carla 2007 | - Storsjö, Oskar 2008 - Westerback, Pontus 2009 - Toukkari, Mikko 2010 - Gundersby, Cecilia 2011 - Savander, Rasmus 2012 - Stenberg, Erik 2013 - Lundström, Kennet 2014 - Hanhirova, Johannes 2015 - Sinnemaa, Rasmus |

## Organisation
Studentkårens högsta beslutande organ är fullmäktige som väljs genom allmänna, hemliga och proportionella val varje höst. Fullmäktige håller ungefär fyra möten per termin, vilka är öppna för alla kårmedlemmar.
Styrelsen är studentkårens högsta verkställande organ. Styrelsen väljs på ett års mandatperiod av delegationen och består av 5 - 10 medlemmar. Till styrelsens allmänna uppgifter hör bland annat att handha studentkårens skötsel och ekonomi, representera studentkåren, verkställa delegationens beslut, organisera studentkårsrepresentationen och övervaka studentkårens interna verksamhet.

### Kommittéer
- Casa Nostra är studentkårens festfixarutskott. Utskottet består av en ordförande och en skattmästare, vilka utses av delegationen, samt upp till 20 utskottsmedlemmar. Casa Nostra grundades 1977 av Staffan Kurtén för att få liv i studentfesterna i det nybyggda Casa Academica. CN ordnar varje år en mängd tillställningar av varierande art, bland annat den eftertraktade Herr- och Dam middagen och den ökända Årsfestzillisen. Dessutom upprätthåller CN kontakten med en hel del andra student- och festfixarorganisationer, såsom Handelshögskolan i Helsingfors studentkårs KUJ och NESU, Hankens Studentförening i Vasas CC, Merkantila Klubben vi Åbo Akademis KGB samt Handels Programutskott i Stockholm.
- Gulnäbbskommittén ansvarar för att gulisarna (förstaårsstuderande) kommer in i studielivet på Hanken. Kommittén består av cirka 20 personer som under de första månaderna på Hanken ser till att de nya studerandena lär sig om högskolan och studentkåren. Gulnäbbskommittén hjälper till på introduktionsdagarna och ordnar program och träffar för de nya studerandena under höstterminen. Kommitténs arbete kulminerar i Halarutdelningen, som ordnas i november, där de nya studerandena får sin studentoverall och upptas som fullvärdiga medlemmar i studentkåren.
- Exchange Committee är studentkårens utskott för utbytesstuderande med uppgift att hjälpa utbytesstuderande och ordna program för dem under deras tid på Hanken. Exchange Committees verksamhet motsvarar till stor del det som Gulnäbbskommittén gör.
- Årsfestkommittén ordnar studentkårens årsfest årligen den 24 februari. Årsfestkomittén består av 10 personer: en kårvärdinna, två huvudmarskalkar, två vicemarskalkar och fem värdinnor. År 2009 ordnade studentkåren 100-årsjubileumsfest på Finlandiahuset i Helsingfors.

### Klubbar
- Reservofficerarna vid Svenska handelshögskolans studentkår (HankOff) är en klubb för officerare av reserven som är medlemmar i studentkåren. Klubben är grundad på 1950-talet. Klubbens målsättning är att på studentkåren stödja och främja andan kring och intresset för försvaret, samt att bland hankeiter sprida information om Finlands försvarsväsen och dess strävanden.
- Föreningen HankInvest är för alla de som är intresserade av och läser finansiell ekonomi på Hanken. HankInvest grundades 1989. Föreningens huvuduppgift är att knyta kontakter mellan studerandena och näringslivet genom företagsbesök, föreläsningar, skolningstillfällen och andra slags aktiviteter.
- Studentföreningen vid Svenska Handelshögskolan i Vasa består av drygt 400 medlemmar och ansvarar för Svenska handelshögskolans studentkårs verksamhet i Vasa.

## Verksamhet
Idag är studentkåren en service- och intresseorganisation för sina cirka 2000 medlemmar. Studentkåren är en självständig offentligrättslig sammanslutning, vars verksamhet regleras i studentkårsförordningen.
Studentkåren bevakar hankeiternas (studenter vid Svenska handelshögskolan) intressen på lokal nivå inom skolan, regionalt inom huvudstadsregionen och nationellt via medlemskap i Finska Studentkårers Förbund (FSF). Studentkåren har närmare 50 representanter i de flesta organen inom högskolan. SHS har även nära samarbete med de 19 övriga studentkårerna i Finland och är även representerad i Studenthälsan (Studenternas hälsovårdsstiftelse, SHVS) och bostadsstiftelsen (HOAS).
Studentkåren  organiserar främst svenskspråkiga studerande och är en av två sådana studentkårer i Finland. Den andra är Åbo Akademis Studentkår.

### Publikationer
Studentkårens tidning Hankeiten utkommer med fyra nummer per år. Upplagan är 2.300 exemplar. 

### Casa Academica
Casa Academica fungerar som festställe och studentkårens säte. Härifrån styrs kårens verksamhet av styrelsen. 
Den 5 november 1974 invigdes Casa Academica med stadsfullmäktiges ordförande Pentti Poukka som invigningstalare. 13 år tidigare hade första steget tagits i och med att Svenska Handelshögskolans Studentkårs Understödsförening hade sitt konstituerande möte. Under dessa 13 år kämpades det om tomten och pengar samlades på alla möjliga tänkbara sätt. Kalkylerna höll inte och samarbetspartners hamnade i ekonomiska svårigheter. Problem uppstod i alla skeden, bland annat då gropen för huset väl var grävd, men ingen ville bygga huset.
Den första februari 1973 kom man igång med byggnadsarbetet. Ekonomin i Finland var överhettad och inflation, strejker och råvarubrist gjorde byggandet svårt. Efter tilläggsfinansiering kunde byggarbetet slutföras och taklagsöl hölls den andra november 1973. Nästan exakt ett år därpå stod Casa Academica färdig för att ta emot sina invånare, bland annat studentkåren.
År 2005 renoverades byggnaden.